# Douglas Chapman (Politiker)

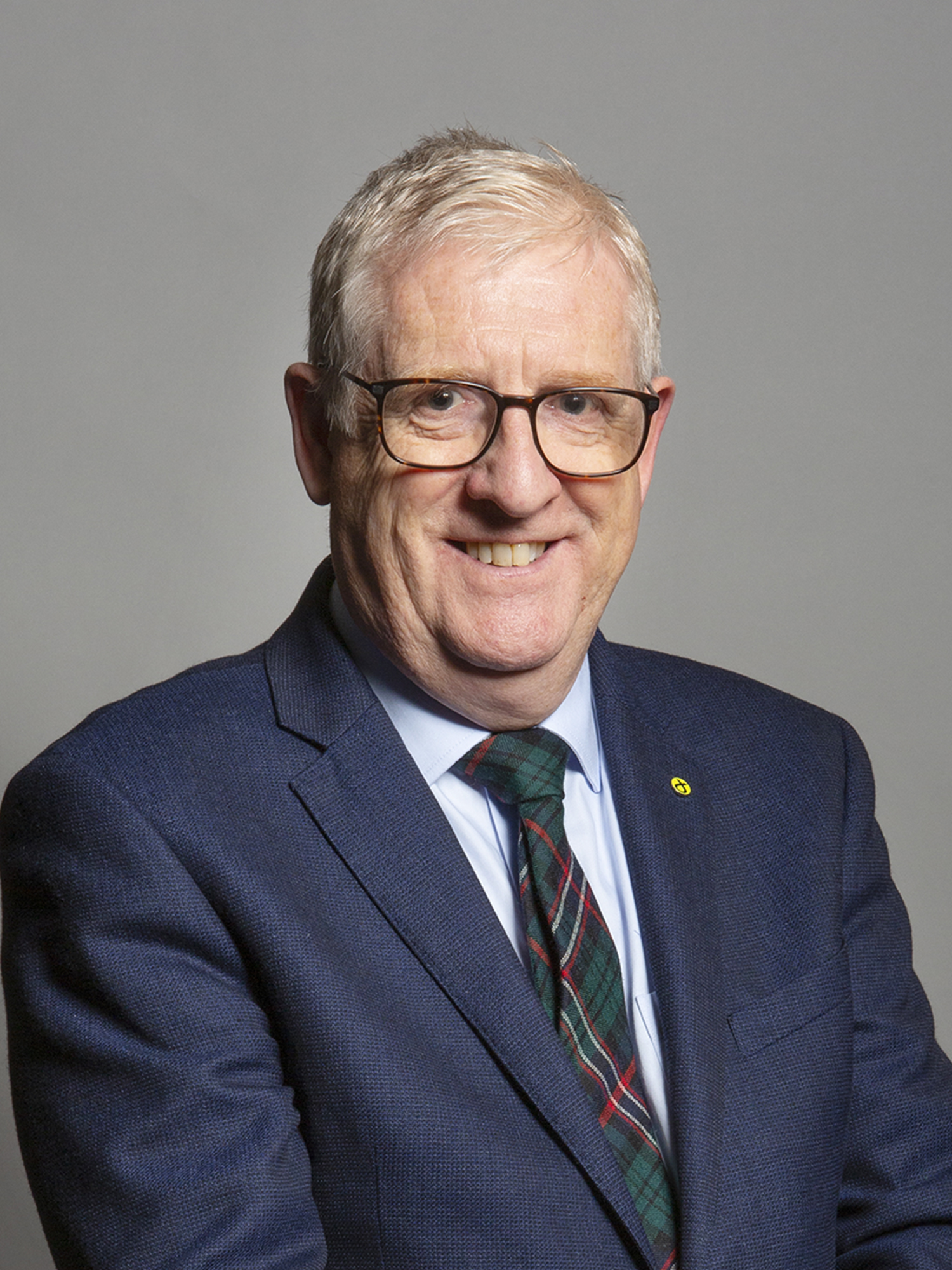
Douglas Chapman (2017)

Douglas Chapman (* 5. Januar 1955) ist ein schottischer Politiker der Scottish National Party (SNP).

## Leben
Mit seiner Frau lebt Chapman seit langer Zeit in Dunfermline. Er ist zweifacher Vater. Über einen langen Zeitraum war er für die Trustee Savings Bank tätig, zuletzt im Personalmanagement.

## Politischer Werdegang
Bei den britischen Unterhauswahlen 2015 kandidierte Chapman für die SNP in seinem Heimatwahlkreis Dunfermline and West Fife. Er trat dabei unter anderem gegen den Labour-Abgeordneten Thomas Docherty an, welcher den Wahlkreis seit 2010 im britischen Unterhaus vertrat. Nach massiven Stimmgewinnen der SNP bei diesen Wahlen, erreichte Chapman mit 50,3 % den höchsten Stimmenanteil und zog in der Folge erstmals in das House of Commons ein. Er ist dort Mitglied des Verteidigungsausschusses. Bei den vorgezogenen Unterhauswahlen 2017 behauptete Chapman trotz Stimmverlusten sein Mandat knapp vor der Labour-Kandidatin Cara Hilton.